# Domagoj Duvnjak
Domagoj Duvnjak (* 1. června 1988 Đakovo) je chorvatský házenkář. V roce 2013 byl Mezinárodní házenkářskou federací vyhlášen nejlepším házenkářem roku. S chorvatskou reprezentací skončil třetí na olympijském turnaji v Londýně roku 2012, kromě toho získal stříbrnou medaili na Mistrovství světa v házené mužů 2009 a bronzovou medaili na Mistrovství světa v házené mužů 2013. Na Mistrovství Evropy 2008 a 2010 získal stříbrné medaile a dvakrát získal bronzovou medaili a to na Mistrovství Evropy v házené mužů 2012 a na Mistrovství Evropy v házené mužů 2016. S klubem HSV Hamburg vyhrál v roce 2013 Ligu mistrů. Hrál též za kluby RK Đakovo a RK Zagreb. V současnosti působí v klubu THW Kiel.